# جون ويليام هيرد
جون ويليام هيرد (بالإنجليزية: John William Heard)‏ هو عسكري أمريكي، ولد في 3 مارس 1860 في مسيسيبي في الولايات المتحدة، وتوفي في 18 سبتمبر 1916 في نيو أورلينز في الولايات المتحدة.